# Gonomyia (Idiocerodes) concinna
Gonomyia (Idiocerodes) concinna is een tweevleugelige uit de familie steltmuggen (Limoniidae). De soort komt voor in het Palearctisch gebied.